# Весихииси
«Весихииси» (фин. Vesihiisi — «водяной хийси») — финская подводная лодка типа «Ветехинен», водоизмещением 493 тонны. Сконструирована в 1930-х годах. Была в составе финских ВМС во время Второй мировой войны.

## Боевые операции
9 августа 1942 года «Весихииси», наряду с двумя однотипными подводными лодками, была развернута в городе Мариехамн. Их миссия состояла в проведении противолодочных операций у Аландских островов.
Вечером 21 октября 1942 «Весихииси» торпедировала и потопила советскую подводную лодку класса «C» С-7. Командир и четыре члена команды (капитан 3-го ранга Лисин С. П., вахтенный офицер штурман Михаил Хрусталев и трое матросов Оленин С., Субботин В. и Куница В.) были взяты в плен.

## Последние дни
Парижский мирный договор между СССР и Финляндией 1947 года не позволил Финляндии иметь собственные подводные лодки. Были планы использовать имевшиеся большие подводные лодки в качестве прибрежных танкеров, но эта идея провалилась. Лодки лежали забытыми и заброшенными в Суоменлинне.
2 декабря 1952 года Министром Обороны Финляндии было принято решение об уничтожении четырёх списанных финских подводных лодок. В мае 1953 года Правительство одобрило продажу лодок на лом, а 1 июля 1953 года был подписан соответствующий контракт о продаже лодок. Покупатель должен был уничтожить подводные лодки типов «Ветехинен» и «Саукко». Лодки должны были быть отбуксированы двумя группами, ПЛ «Весихииси» попала в первую из групп (12-31 августа 1953 года), вместе с ПЛ «Ику-Турсо».
4 августа 1953 года, лодки были готовы к буксировке. Через неделю немецкий буксир «Stein» с ПЛ «Весихииси» и «Ику-Турсо» взял курс на Антверпен. После того как в Антверпен были доставлены и другие подводные лодки, начались работы по их утилизации. Но когда очередь дошла до «Весихииси», цены на металлический лом резко пошли вниз, и было решено её оставить. Бельгийская компания попыталась выдать «Весихииси» за немецкую подводную лодку. На её рубку нанесли большими белыми буквами надпись «U 17» и за деньги предлагали всем желающим подняться на борт. Но финские туристы заметили обман и сообщили об этом в Консульство Финляндии. Так была раскрыта эта афера, и завершилась история подводной лодки «Весихииси».